# Togoyo
Das Togoyo (Eigenbezeichnung Togoy) ist eine ausgestorbene ubangische Sprache des Südsudan.
Die Sprache ist ausgestorben, weil die meisten Sprecher der Sprache dazu übergingen, die Amtssprachen Englisch und Arabisch zu übernehmen. Diese beiden Sprachen sind zudem die einzigen Unterrichtssprachen des Landes – die einheimischen Sprachen werden nicht unterrichtet. Die Sprache wurde einst rund um die Stadt Raja im Vilayet Western Bahr el Ghazal von der gleichnamigen Volksgruppe gesprochen.